# Sainte-Marie-du-Mont (Isère)
 Sainte-Marie-du-Mont  es una población y comuna francesa, en la región de Ródano-Alpes, departamento de Isère, en el distrito de Grenoble y cantón de Le Touvet.

## Demografía
| 57 | 42 | 29 | 45 | 116 | 204 |
| Para los censos de 1962 a 1999 la población legal corresponde a la población sin duplicidades (Fuente: INSEE [Consultar]) |    |    |    |     |     |